# ラビング 愛という名前のふたり
『ラビング 愛という名前のふたり』（ラビング あいというなまえのふたり、Loving）は、2016年のイギリス・アメリカ合衆国の伝記映画。
監督はジェフ・ニコルズ、出演はジョエル・エドガートンとルース・ネッガなど。
異人種間の結婚が違法とされていた1950年代のアメリカ合衆国バージニア州を舞台に、自らの愛を貫き通すべく戦った白人男性と黒人女性のラビング夫妻の実話の映画化。
この実話に深い感銘を受けたコリン・ファースが映画化を熱望、プロデューサーに名乗り出て、映画化が実現した。
第89回アカデミー賞ではネッガが主演女優賞にノミネートされ、第74回ゴールデングローブ賞ではエドガートンとネッガがそれぞれドラマ映画部門の主演男優賞と主演女優賞にノミネートされるなど、高い評価を得ている。

## ストーリー
1958年のアメリカ合衆国バージニア州。大工を営む白人のリチャード・ラビングは、子どもの頃から深い絆で結ばれていた黒人の恋人ミルドレッドから妊娠を告げられて喜び、結婚を申し込む。
しかし当時、バージニア州では異人種間の結婚は法律で禁止されていた。それでも、子どもの頃から深い絆で結ばれてきた2人にとって、別れることなど考えられなかった。
そこで2人は異人種間の結婚が法的に認められているワシントンD.C.で結婚した後、地元に新居を構えて暮らし始める。
しかしある夜、保安官が突然押しかけてきて、2人を逮捕してしまう。2人は離婚か故郷を捨てるかいずれかの選択を迫られるが、それでも愛を貫きたい2人はある行動に出る。

## キャスト

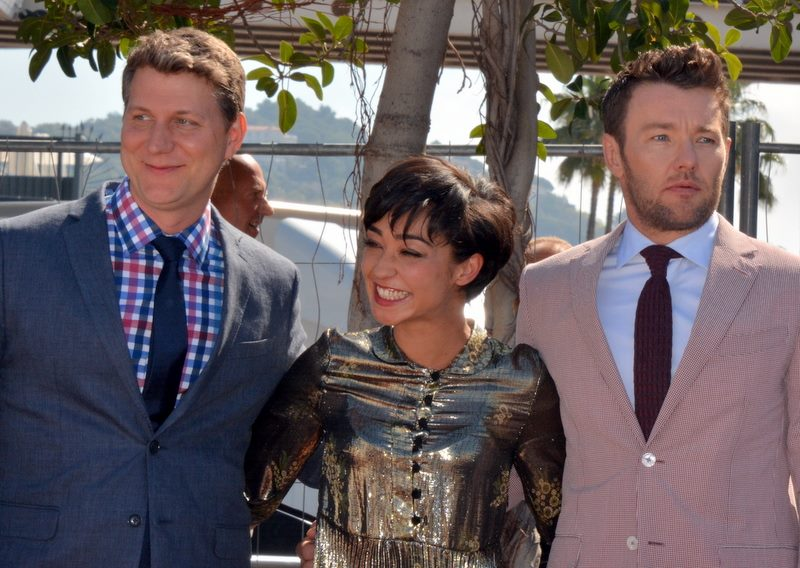
2016年の第69回カンヌ国際映画祭にて。左からジェフ・ニコルズ、ルース・ネッガ、ジョエル・エドガートン。

※括弧内は日本語吹替
- リチャード・ラビング（英語版） - ジョエル・エドガートン（神尾佑）
- ミルドレッド・ラビング（英語版） - ルース・ネッガ（占部房子）
- ブルックス保安官 - マートン・チョーカシュ（さかき孝輔）
- バーナード・コーエン（英語版） - ニック・クロール（酒元信行）
- グレイ・ビレット - マイケル・シャノン
- ガーネット - テリー・アブニー（鹿野真央）
- レイモンド - アラーノ・ミラー（英語版）
- フィリップ・ハーシュコプ（英語版） - ジョン・バス（英語版）

## 作品の評価
Rotten Tomatoesによれば、298件の評論のうち高評価は88%にあたる263件で、平均点は10点満点中7.6点、批評家の一致した見解は「『ラビング 愛という名前のふたり』は、悲痛な、そして今もなお現実の問題に直結している実話の物語を控えめなアプローチで語り、繊細な演技でこの最高の歴史ドラマにさらなる生命を吹き込んでいる。」となっている。
Metacriticによれば、46件の評論のうち高評価は42件、賛否混在は4件、低評価はなく、平均点は100点満点中79点となっている。